# Laelia undulata
Laelia undulata es una especie de orquídea originaria de Colombia, Trinidad y Tobago y Venezuela.

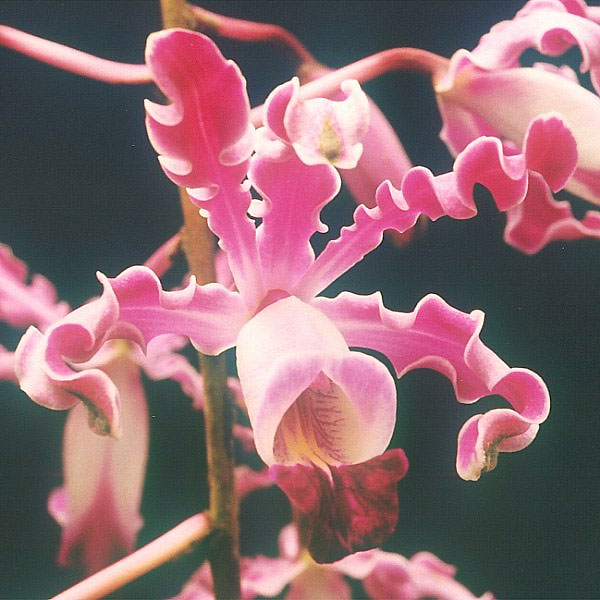
Detalle de la flor

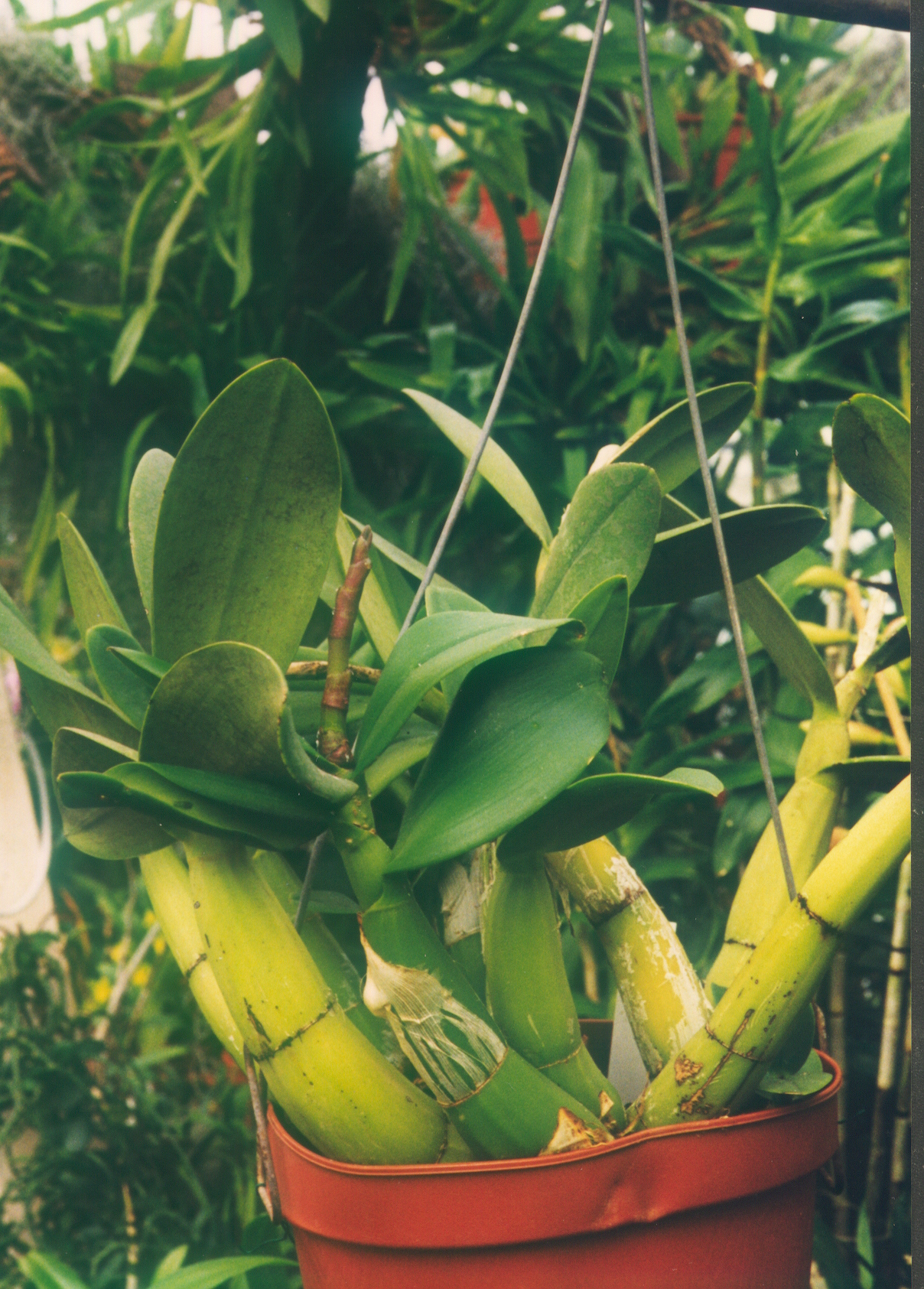
Vista de la planta

## Descripción
Son orquídeas de gran tamaño, con hábitos de epífita o litofita , con pseudobulbos fusiformes, que se estrechan en la base, que está profundamente surcada, con brillo y que llevan 2 hojas, raramente 3, elíptico-oblongas, coriáceas, rígidas. Florece en una inflorescencia erecta, apical, de 60 a 180 cm de largo, racemosa, laxa con hasta 20 flores, la inflorescencia está cubierta de brácteas fragantes, o no, de corta duración, de cera, con las flores llamativas en un clúster en el vértice, que surgen en un pseudobulbo maduro que tiene brácteas tubulares, se produce a finales de otoño hasta la primavera.

## Distribución y hábitat
Se encuentra en Costa Rica, Panamá, Colombia, Perú, Trinidad y Tobago, Venezuela y Bolivia en elevaciones de 600 a 1200 metros, en las grandes ramas y troncos de los árboles o sobre grandes rocas en la vertiente del Océano Pacífico en los bosques secos caducifolios.

## Taxonomía
Laelia undulata fue descrito por (Lindl.) L.O.Williams y publicado en Darwiniana 5: 76. 1941.
Etimología
Laelia: nombre genérico que ha sido nombrado por "Laelia", una de las vírgenes vestales, o por el nombre romano de "Laelius", perteneciente a una antigua familia romana.
ondulata: epíteto latíno que significa "ondulada"
Sinonimia
- Schomburgkia undulata Lindl. (basónimo)
- Schomburgkia violacea Paxton
- Schomburgkia quesneliana Lindl.
- Cattleya undulata Beer
- Bletia undulata (Lindl.) Rchb.f.[5]